# アナバシス
『アナバシス』（古希: Ἀνάβασις、古代ギリシア語ラテン翻字: Anábasis）は、古代ギリシアの軍人・著述家であるクセノポンの著作。クセノポンがペルシア王の子キュロスが雇ったギリシア傭兵に参加した時の顛末を記した書物である。
書名の「アナバシス」とは、ギリシア語で元来の意味である「上り」から派生した「進軍｣「内陸行」といった意味。アッリアノスの『アレクサンドロス東征記』などでも、原題にこの語彙が用いられている。

## 構成
以下の全7巻から成る。
- 第1巻 - サルデイスからクナクサまで。紀元前401年3月〜9月。全10章。
- 第2巻 - クナクサからザパタス河まで。同年9月〜10月。全6章。
- 第3巻 - ザパタス河からカルドゥコイ人の国まで。同年10月〜11月。全5章。
- 第4巻 - カルドゥコイ人、アルメニア人、タオコイ人、カリュベス人、スキュティノイ人、マクロネス人、コルキス人等の国を経てトラペズスに到着するまで。同年11月〜紀元前400年2月。全8章。
- 第5巻 - トラペズスからコテュオラまで。同年3月〜5月。全8章。
- 第6巻 - コテュオラからクリュソポリスまで。同年5月〜6月。全6章。
- 第7巻 - ビュザンティオン。トラキアのセテウス王の元でのこと。ギリシア軍がペルガモンで、スパルタのティブロンの部隊に加わる。同年10月〜紀元前399年3月。全8章。

## あらすじ

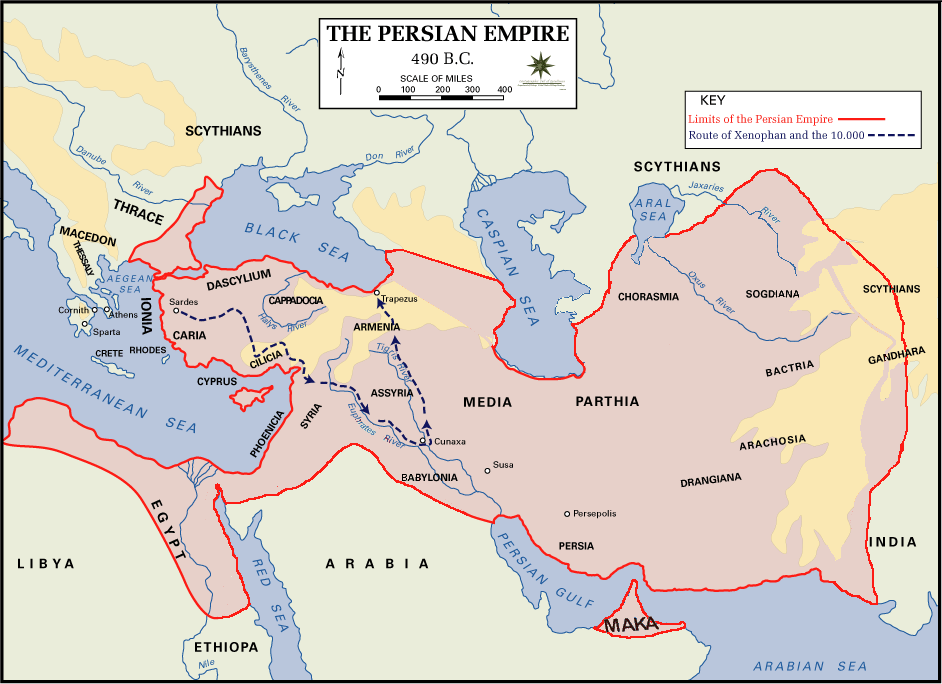
アケメネス朝の版図（ただし小キュロスの当時エジプトは離反していた）。点線はキュロス軍の進路とギリシャ兵の退路

ペルシア王ダレイオス2世の子であるキュロスと兄アルタクセルクセスの兄弟では、弟の方が優秀であった。キュロスは、共に育ったペルシア人の子供たちで最も優れており、武技・弓術・馬術に並々ならぬ腕前を示し、鍛錬を怠ることがなく、勇敢であった。長じて父から地方の総督に任命されたが、彼が心がけていたのは、嘘をつかないということであった。このため、個人からも諸都市からも信頼された。また、自分が窮地にあっても味方を見捨てない、不正を許さない、有能な人物を重く用いるなど、統治者としての才能も示したと、クセノポンは記している。
このようなキュロスだったが、兄が王位に就きアルタクセルクセス2世となると、反乱を計画していると讒言されたと、クセノポンは云う。兄はそれを信じてキュロスを殺そうとするが、母の嘆願により、かろうじて思いとどまった。兄弟の母は、兄よりも弟キュロスの方が気に入っていたのである。キュロスは謀反を考えるようになり、ひそかに兵を集め始めた。
このような経緯でキュロスが雇ったギリシア傭兵に、クセノポンは、キュロスと親しかった友人に誘われて参加した。時は紀元前401年。アテナイがペロポネソス戦争で敗れた紀元前404年から3年後のことである。
キュロスの軍はサルディスを出発（紀元前401年3月）。行軍の後、バビロン近郊のクナクサでペルシア王アルタクセルクセス2世の軍と戦った（クナクサの戦い、紀元前401年9月）。キュロスは血気に逸って飛び出し、兄に手傷を負わせるも、結局討たれてしまう。このためキュロスの軍はあっけなく敗れてしまった。これによって彼に雇われていたギリシア傭兵一万は、給料も支給されぬまま、異国に放り出されることとなった。
一行はギリシアに向け帰還を開始するが、撤退早々ペルシア側との交渉に出て行った指揮官クレアルコスが、護衛兵と共に処刑される。傭兵軍団は、クセノポン他の数名を新たな指揮官として選んだ。手持ちの食料が乏しいため、各地の村々で焼き討ち、大掛かりな略奪、奴隷狩り、虐殺を繰り返し、メスピラにおいて住民の大半を虐殺。当然行く先々で敵視され、略奪の際の抵抗も強くなる。クセノポンをはじめとする傭兵軍団は、苦労を乗り越え無辜の民衆へ甚大な被害を与え続けた後、小アジア北西部のペルガモンに辿り着く（紀元前399年3月）。到着時には、ギリシア傭兵一万は、五千にまで減っていたという。彼らはここでスパルタに雇われ、就職することができた。アナバシスが終わったのである。
なお、ソクラテスの刑死は紀元前399年。＜アナバシス＞中のクセノポンは、師ソクラテスの死に立ち会うことができなかった。

## 受容
本書は平易明快な文体で書かれているため、古代ギリシア語・アッティカ方言の語学教材としても伝統的に読まれている。また、古代ギリシアの軍事や小アジアについての史料にもなっている。
「アナバシス」という言葉は、原義は「進軍」「内陸行」だが、後世では本書の影響により「過酷な長旅」「脱出行」の比喩としても使われる。
本書第4巻で海に到達した傭兵の歓声「タラッタ！タラッタ！」（海だ！海だ！、タラッタ＝海）は名台詞として度々引用される。

## 日本語訳
- 『アナバシス』 松平千秋訳、筑摩書房、1985年 - 第37回読売文学賞（翻訳研究部門）受賞
- 『アナバシス－敵中横断6000キロ』 松平千秋訳、岩波文庫、1993年 - 新版